# Mýdlový princ (muzikál)
Mýdlový princ je česká muzikálová komedie z roku 2015 s libretem a režií Radka Balaše. Je založena na písních Václava Neckáře. Slavnostní premiéra proběhla dne 12. března 2015 v pražském Divadle Broadway. V hlavních roli se alternují Martin Dejdar, Sagvan Tofi a Martin Písařík. V květnu 2015 také vyšlo stejnojmenné CD s písněmi z muzikálu, které nazpívali známí čeští hudební interpreti.
Děj muzikálu vypráví o neúspěšném herci Martinu Markovi, který se po smrti svého otce vydává na Šumavu, aby zde vzkřísil divadelní soubor Šumavan. Tato zprvu banální cesta mu ovšem změní život.

## Seznam písní
V muzikálu zazní písně z repertoáru Václava Neckáře, a to například:
- Mýdlový princ
- Čaroděj Dobroděj
- Nejsem gladiátor
- Chci tě líbat
- Podej mi ruku a projdem Václavák
- Mademoiselle Giselle
- Lékořice
- Půlnoční
- Ša-la-la-la-li
- Dr. Dam di Dam
- Tvým dlouhým vlasům
- Znala panna pána
- Kdo vchází do tvých snů, má lásko
- Časy se mění

## Obsazení
Role jsou alternovány. 
| Martin Dejdar nebo Martin Písařík nebo Sagvan Tofi                                                                                      | Martin Marek         |
| Tereza Kostková nebo Jitka Schneiderová                                                                                                 | Zuzana Adamová       |
| Aleš Háma nebo Václav Kopta nebo Bronislav Kotiš                                                                                        | Bob Valenta          |
| Ivana Jirešová nebo Malvína Pachlová | Nikol Čížková        |
| Karolina Gudasová nebo Olga Lounová nebo Veronika Stýblová                                                                              | Marie Šafaříková     |
| Michal Kavalčík nebo Petr Kutheil | Josef Kasperkevič    |
| Bronislav Kotiš nebo Denny Ratajský | Zdeněk Bečvář        |
| Jaromír Nosek nebo Josef Vágner | Ondřej Skýpala       |
| Luděk Nešleha nebo Vlastimil Zavřel | Jaroslav Kintz       |
| Jaroslava Obermaierová nebo Jana Synková                                                                                                | Květoslava Hadravová |
| Pavlína Ďuriačová nebo Andrea Holá | Andrea Lipinská      |
| Tereza Drábková nebo Natálie Grossová nebo Kristýna Petráková                                                                           | Klára                |
| Filip Antonio nebo Matěj Říha nebo Filip Vlastník                                                                                       | Michal               |
| Jitka Jackuliak, Ilona Maňasová, Michaela Novotná, Markéta Pešková, Markéta Švábová, Petra Vašková, Věra Vodičková, Veronika Zelničková | Dámská company       |
| Ondřej Černý, Ladislav Korbel, Lukáš Pečenka, Peter Pecha, Petr Ryšavý, Petr Semerád, Martin Schreiner, Petr Šudoma                     | Pánská company       |

### Autoři
- Radek Balaš: libreto, režie, choreografická koncepce hudebních čísel
- Daniel Dvořák: scénografie
- Roman Šolc: Kostýmní výtvarník
- Jana Balašová Trčková: Pěvecké nastudování, asistentka režie
- Pavel Kožíšek: Vymyslení kouzelnických triků